# Кнежево (община Кратово)
Вижте пояснителната страница за други значения на Кнежево.
Кнежево (на македонска литературна норма: Кнежево) е село в североизточната част на Северна Македония, община Кратово.

## География
Селото е разположено североизточно от общинския център Кратово, високо в Осоговската планина.

## История
В османски данъчни регистри на немюсюлманското население от вилаета Кратова от 1618 – 1619 година селото е отбелязано под името Кнездже с 11 джизие ханета (домакинства). Списък на селищата и на немюсюлманските домакинства в същия вилает от 1637 година сочи 13 джизие ханета в Кнездже.
В XIX век Кнежево е малко, изцяло българско село в Кратовска кааза на Османската империя. Според статистиката на Васил Кънчов („Македония. Етнография и статистика“) от 1900 г. Кнежево има 196 жители, всички българи християни.
В началото на XX век население на селото са под върховенството на Българската екзархия. По данни на секретаря на екзархията Димитър Мишев („La Macédoine et sa Population Chrétienne“) през 1905 година в Кнежево (Knejevo) има 224 българи екзархисти.
Над Кнежево от 2 януари 1905 година се провежда конгресът на Скопския революционен окръг на ВМОРО.
При избухването на Балканската война 15 души от Кнежево са доброволци в Македоно-одринското опълчение.
След Междусъюзническата война, в 1913 година селото попада в Сърбия. През 20-те години на ХХ век жителите на Кнежево са подложени на репресии от страна на сръбските власти и паравоенни формирования, водени от Дончо Църцорийски и Мино Станков. Мнозина са бити и изтезавани, някои къщи са изгорени, а много жени, особено съпругите на избягалите в България, са изнасилени или принудени да се омъжат за сърби.

## Личности
Родени в Кнежево
- Ангел Стоянов, български революционер, четник на Трайко Павлов в 1914 година[8]
- Богатинов, деец на ВМРО[9]
- Георги Лазаров (р. 1868), български революционер, деец на ВМОРО
- Николов, Богатинов, дейци на ВМРО[9]
- Коле Мишев, български революционер, четник на Трайко Павлов в 1914 година[8]
- Николаки Илиев, български революционер, деец на ВМРО, с писмо до Тодор Александров от 29 декември 1923 година Иван Бърльо предлага да бъде награден със значка на ВМРО „за добросъвестно изпълнение рискованата служба пограничен куриер на Кратовската революционна околия“[10]
- Николов, деец на ВМРО[9]
- Стоимен Вучев (1868 - ?), български революционер, деец на ВМОРО, по случай 15-ата годишнина от Илинденско-Преображенското въстание, през Първата световна война награден с орден „Свети Александър“ за заслуги към постигане на българския идеал в Македония[11]
- Стоимен Мисов, български революционер, деец на ВМОРО, действал в 1915 година с четата на Стоян Леков[12]
- Стоян Иванов, български революционер, четник на Трайко Павлов в 1914 година[8]
- Янко Симеонов, български революционер, четник на Дончо Ангелов в 1914 година[13] и на Стоян Леков[12][14] и Дончо Ангелов в 1915 година[15]